# Ingresso dei crociati a Costantinopoli
Ingresso dei crociati a Costantinopoli è un dipinto ad olio su tela eseguito da Eugène Delacroix nel 1840: misura cm 410 x 498. 
Fu commissionato da Luigi Filippo nel 1838 e completato nel 1840. Si trova a Parigi, nel Musée du Louvre.

## Descrizione
Il dipinto di Delacroix raffigura un episodio brutale della spedizione armata conosciuta come Quarta Crociata (12 aprile 1204), in cui un esercito crociato abbandonò il piano di invadere l'Egitto musulmano e Gerusalemme, e saccheggiò invece la città cristiana (ortodossa orientale) di Costantinopoli, la capitale dell'Impero bizantino. Il dipinto raffigura Baldovino I di Costantinopoli alla testa di un corteo per le vie della città in seguito all'assalto; da ogni parte ci sono gli abitanti della città che implorano pietà o sono stati assassinati.

## Curiosità
- Il dipinto è utilizzato sulla copertina dell'album The IVth Crusade della band death metal britannica Bolt Thrower.